# 琼刺榄
琼刺榄（学名：Xantolis longispinosa）为山榄科刺榄属下的一个种。

## 扩展阅读
- 維基物種上的相關：琼刺榄